# Императорский зал
Императорский зал (нем. Kaisersaal) — представительское помещение в старинном здании городской ратуши Франкфурта-на-Майне (Германия).
Во времена Священной Римской империи (с 1612 года) здесь проходил коронационный пир — празднование после коронации новых императоров.
Зал известен уникальным собранием портретов: в середине XIX века он был украшен изображениями 52 германских монархов за тысячу лет — от Карла Великого, коронованного в 800 году, до Франца II, отрекшегося от трона в 1806 году.

## История
Императорский зал во Франкфурте упоминается с 1405 года, когда он был создан в ходе первоначальной перестройки здания «Рёмер» в городскую ратушу.
В 1612 году, в связи с всё более помпезными коронационными торжествами, зал был реконструирован. Изначально плоский потолок был заменён сводчатым деревянным, который художник Иоган Хоффманн (нем. Johan Hoffmann) украсил популярными в то время гротескными фигурами. Окна были значительно увеличены за счёт замурованных окон существовавшего ранее чердака.
К коронации Карла VI в 1711 году зал приобрёл новый облик (уже тогда он назывался «Императорским»). За 500 гульденов помещение было украшено изображениями бюстов 50 императоров в частью существовавших, частью нарисованных нишах (художник Иоганн Конрад Унзингер — нем. Johann Conrad Unsinger).
Длительное время помещение использовалось как книгохранилище: франкфуртский историк Антон Кирхнер в 1818 году писал, что бюстов не видно из-за книжных шкафов. Однако в 1825 году для городской библиотеки начали строить новое здание. Тогда же было решено отремонтировать зал, для чего выделили бюджет в 2500 гульденов. В ходе работ были отреставрированы существовавшие (художники Михаэль Антон Фючер и Иоганн Даниэль Шульце — нем. Johann Daniel Schultze) и добавлены недостающие изображения Леопольда II и Франца II (художник Карл Телотт).
В таком состоянии помещение находилось десять лет. В 1838 году Штеделевский художественный институт из патриотических побуждений предложил заменить иллюзорные бюсты на портреты монархов в полный рост. Сенат вольного города Франкфурта одобрил эту идею. К 1846 году, когда ещё не все картины были готовы, зал был снова перестроен (окна значительно увеличены для улучшения освещённости, опасно просевший потолок отремонтирован, большая часть помещения перекрашена и частично позолочена) и открыт для посещений. Город потратил на эти работы около 15 000 гульденов, а внешние спонсоры пожертвовали на портреты 30 000 гульденов.
В рамках реконструкции всего здания в конце XIX века были уничтожены остатки первоначальной обстановки зала, такие как входные двери в стиле барокко.
В ходе Второй мировой войны, когда стало очевидно что Франкфурт будет целью воздушных бомбардировок, все картины были вывезены в безопасное место. Авианалёт Королевских ВВС Британии в ночь на 22 марта 1944 года практически уничтожил весь старый город и вызвал огненный смерч, видимый с расстояния более чем 100 километров. Городская ратуша была поражена четырьмя тяжёлыми фугасными бомбами и множеством зажигательных. Каменное здание «Рёмер» выгорело изнутри, а его фронтон грозил обрушиться. Внутреннее убранство помещения было утрачено.
В мае 1951 года городской совет одобрил проект восстановления, которое завершилось уже в 1952 году. Императорский зал был возрождён с упрощённой отделкой, но оригинальными портретами. В 1955 году состоялось торжественное открытие бундеспрезидентом Теодором Хойсом.

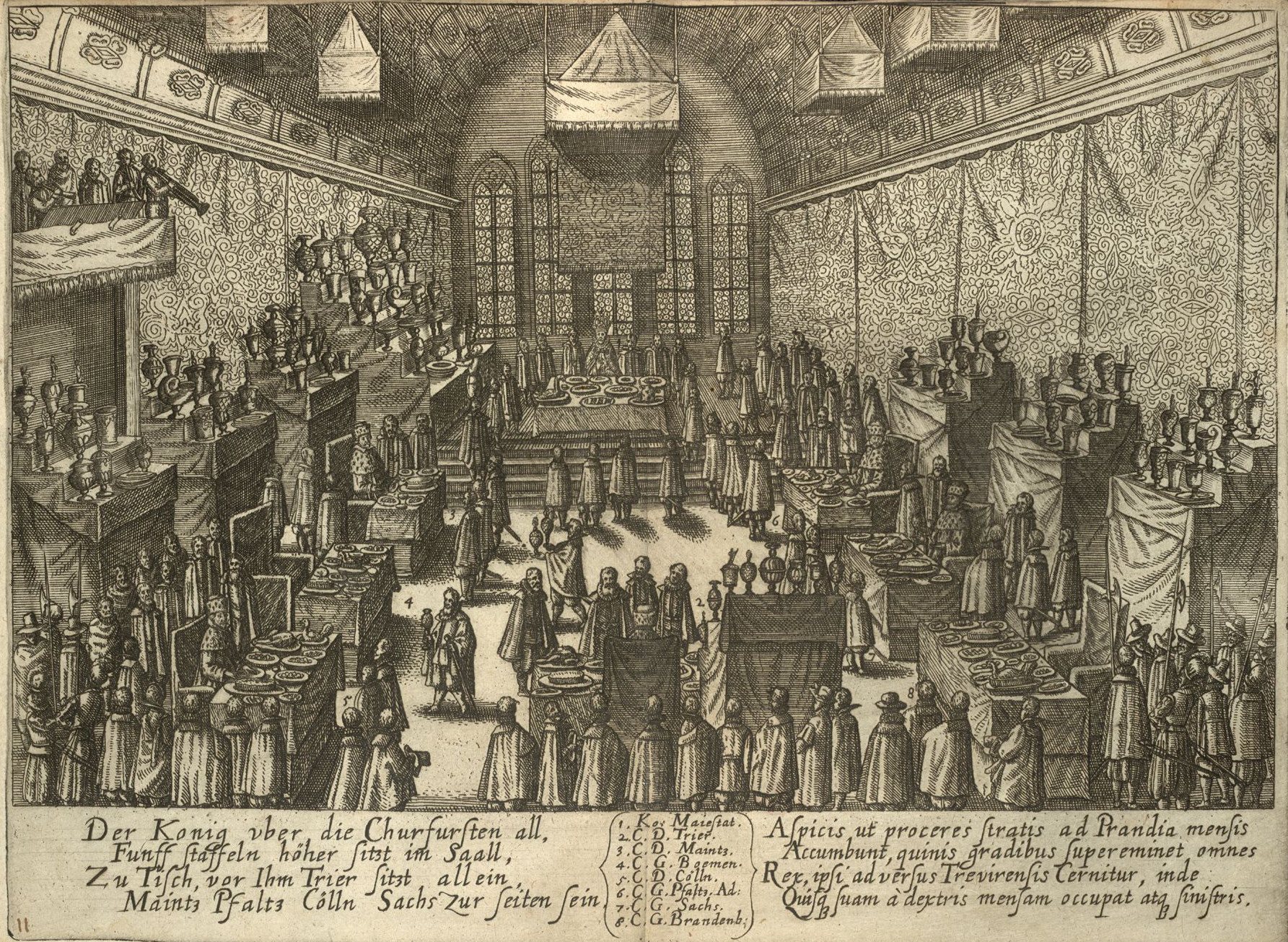
Коронационный пир в честь императора Маттиаса (1612)
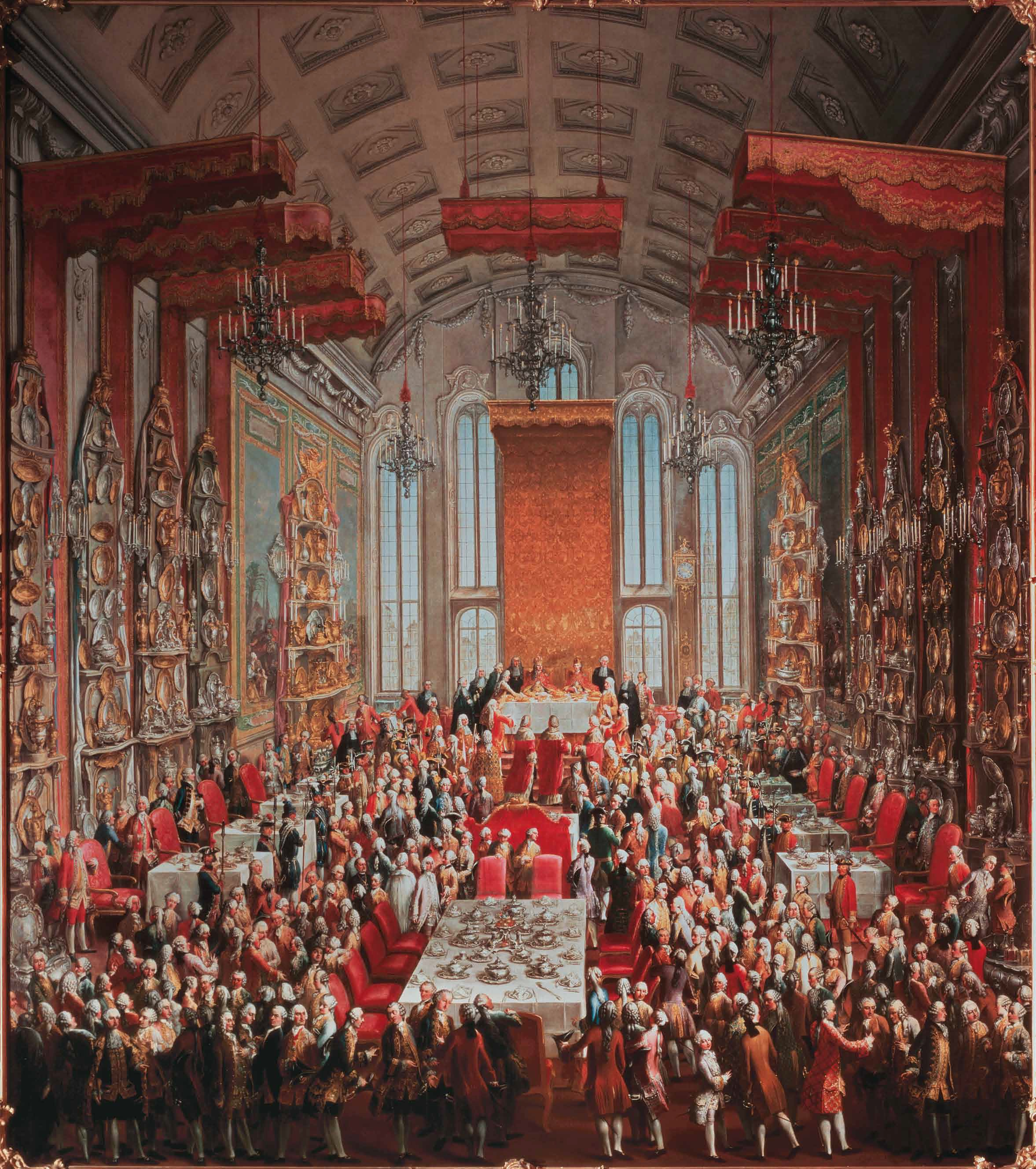
Коронационный пир в честь императора Иосифа II (1765)
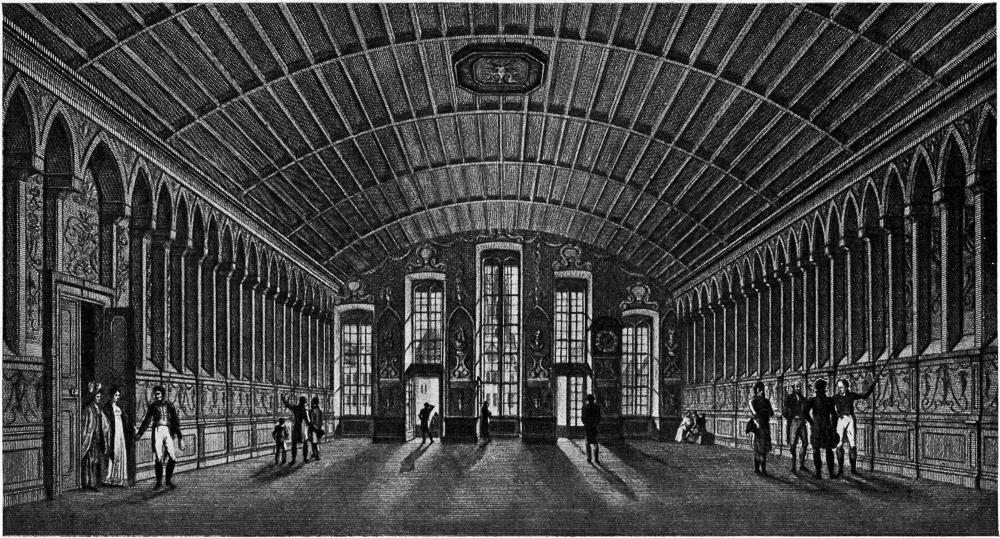
1816 год.
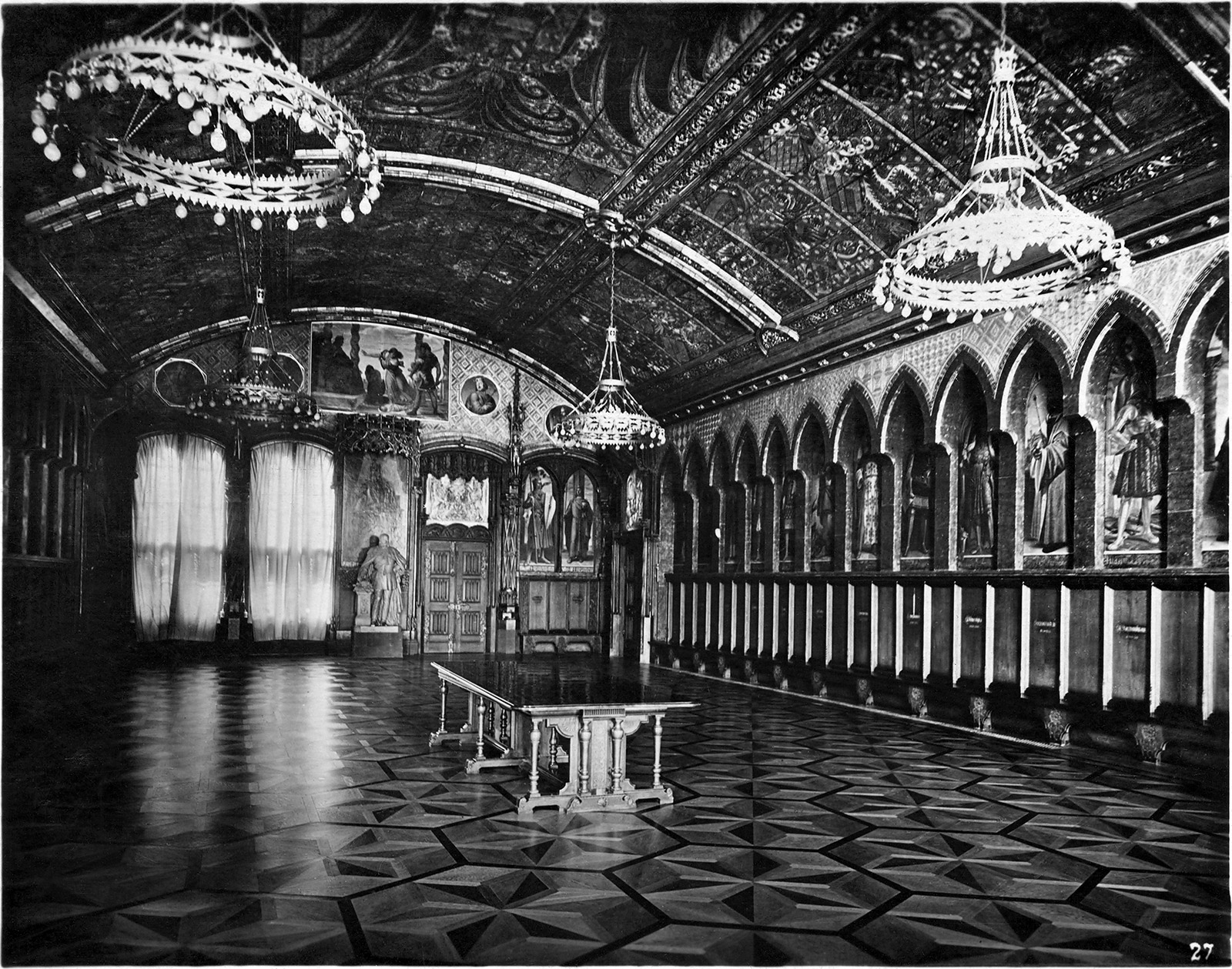
1904 год.

## Портретная галерея
Главным инициатором создания галереи выступил директор Штеделевского художественного института Филипп Фейт. Будущие портреты должны были насколько возможно отражать исторический образ императоров. Предполагалось, что к исполнению будут привлечены лучшие живописцы того времени, чью работу оплатят из добровольных пожертвований.
К началу 1841 года были готовы 22 картины. В 1853 году собрание было завершено портретом Карла Великого, выполненным лично Филиппом Фейтом.

### Заказчики
Проект заинтересовал все слои общества: состоятельных частных лиц, аристократические семьи, общественные организации и власти других городов и даже стран.
Крупнейшим жертвователем стала австрийская императорская семья, оплатившая создание девяти картин (из них шесть — император Австрии Фердинанд I).
Четыре портрета оплатили другие иностранные монархи (король Нидерландов Виллем I, король Баварии Людвиг I, король Пруссии Фридрих Вильгельм IV и герцог Нассауский Вильгельм I), два — вольные города Бремен, Гамбург и Любек.
Более половины картин оплатили горожане и учреждения Франкфурта, причём два из них — Штеделевский художественный институт.
В трех случаях мастера выполнили работу за свой счет (Юлиус Гюбнер, Иоганн Давид Пассаван, Фердинанд Феллнер).

### Художники
Заказы получили преимущественно представители направления «назарейцев» — группы немецких и австрийских живописцев-романтиков XIX века, пытавшихся возродить манеру Средневековья и Раннего Ренессанса — к которым принадлежал и сам Филипп Фейт.
Всего в перечне авторов 33 имени. 4 художника нарисовали по четыре картины (Карл Балленбергер, Леопольд Купельвизер, Альфред Ретель, Филипп Фейт), 6 по две, остальные 23 по одной. Отдельно можно упомянуть Отто Менгельберга, чья работа не была принята, а заказ передан другому мастеру.

### Императоры
Монархов, включённых в галерею, можно назвать императорами лишь с определёнными оговорками.
Сам титул «Император Священной Римской империи» (нем. Römisch-deutscher Kaiser) создал в 962 году Оттон I Великий, считавший себя преемником Карла Великого, которого тем не менее обычно называют по-другому — «Император Запада» (фр. Empereur d’Occident). Однако и этот термин — условность, так как во времена империи Каролингов он в реальности не применялся, а вместо него обычно использовались титулы «Император Римлян» (лат. imperator Romanorum) или «Император Римской империи» (лат. imperator Romanum gubernans imperium). Кроме того, не каждый правивший монарх короновался именно как император (иногда принимался только королевский титул).
Наконец, неоднократно возникали ситуации, когда на корону претендовали одновременно несколько кандидатов, поддерживаемые различными противоборствующими партиями, параллельно проводившими выборы разными курфюрстами и собственные коронации в разных местах, с разными прелатами и разными регалиями. Императорский статус подобных претендентов не является общепризнанным, вместо этого используется термин «антикороль Германии». Например, четыре антикороля имперского междуцарствия — Конрад IV, Вильгельм Голландский, Ричард Корнуоллский и Альфонсо Кастильский — в собрание не входят. С другой стороны, антикороль Гюнтер Шварцбургский в галерею включён — вероятно потому, что он единственный из всех изображенных похоронен во Франкфурте.

### Картины
В собрание входят картины, изображающие императоров от Карла Великого до Франца II. За исключением первой версии портрета Людвига Баварского, все картины являются собственностью Исторического музея Франкфурта-на-Майне. Особо выделяется двойной портрет Арнульфа Каринтийского и его сына Людовика Дитяти.
Все монархи, кроме представителей династии Каролингов, нарисованы приблизительно в натуральную величину. Размер каждой полноростовой картины составляют около 280 см в высоту и около 80 см в ширину. Изначально в её нижней части готическими буквами наносилось только имя императора, позже отдельно были добавлены девизы монархов.
| №   | Портрет | Монарх                              | Автор                             | Заказчик |
| --- | ------- | ----------------------------------- | --------------------------------- | --- |
| 1   |         | Карл Великий                        | Филипп Фейт                       | Франкфуртское общество искусств                                                                                                  |
| 2   |         | Людовик I Благочестивый             | Иоганн Якоб Юнг                   | Франкфуртское общество искусств                                                                                                  |
| 3   |         | Людовик II Немецкий                 | Карл Трост                        | Иоганн Леонард Ройсс (нем. Johann Leonhard Reuss) и Иоганн Филипп Бенкард (нем. Johann Philipp Benkard) (Франкфурт)              |
| 4   |         | Карл III Толстый                    | Карл Трост                        | Франкфуртское общество искусств                                                                                                  |
| 5/6 |         | Арнульф Каринтийский и Людовик Дитя | Иоганн Якоб Юнг                   | Иоганн Леонард Ройсс и Иоганн Филипп Бенкард (Франкфурт)                                                                         |
| 7   |         | Конрад I Франконский                | Карл Балленбергер                 | Штеделевский художественный институт                                                                                             |
| 8   |         | Генрих I Птицелов                   | Иоганн Цвекер                     | Франкфуртский детский дом (нем. Pflegeamt des Frankfurter Waisenhauses)                                                          |
| 9   |         | Оттон I Великий                     | Филипп Фейт                       | Король Пруссии Фридрих Вильгельм IV                                                                                              |
| 10  |         | Оттон II Рыжий                      | Адольф Тайхс                      | Шарлотта Корнелия Рис-дю Фэй (нем. Charlotte Cornelia Ries-du Fay) и Й. Н. дю Фэй (нем. J. N. du Fay) (Франкфурт)                |
| 11  |         | Оттон III «Чудо мира»               | Йозеф Сеттегаст                   | Эдуард Франц Суше (нем. Eduard Franz Souchay) (Франкфурт)                                                                        |
| 12  |         | Генрих II Святой                    | Иоганн Давид Пассаван             | Иоганн Давид Пассаван |
| 13  |         | Конрад II Салический                | Лоренц Класен                     | Дюссельдорфское общество искусств                                                                                                |
| 14  |         | Генрих III                          | Герман Штильке                    | Дюссельдорфское общество искусств                                                                                                |
| 15  |         | Генрих IV                           | Эдуард Ихле                       | Дюссельдорфское общество искусств                                                                                                |
| 16  |         | Генрих V                            | Пауль Йозеф Кидерих               | Дюссельдорфское общество искусств                                                                                                |
| 17  |         | Лотарь II Супплинбург               | Эдуард Бендеман                   | Амшель Майер Ротшильд |
| 18  |         | Конрад III Гогенштауфен             | Фердинанд Феллнер                 | Фердинанд Феллнер |
| 19  |         | Фридрих I Барбаросса                | Карл Фридрих Лессинг              | Вольный город Гамбург и Вольный город Любек                                                                                      |
| 20  |         | Генрих VI                           | Иоганн Цвекер                     | Общество патриотических горожан Франкфурта (нем. Verein patriotischer Frankfurter Bürger)                                        |
| 21  |         | Филипп Швабский                     | Альфред Ретель                    | Семья де Нёвиль (нем. de Neufville) (Франкфурт)                                                                                  |
| 22  |         | Оттон IV Брауншвейгский             | Мориц Даниэль Оппенгейм           | Амшель Майер Ротшильд |
| 23  |         | Фридрих II                          | Филипп Фейт                       | Александр Бернус (нем. Alexander Bernus) и Франц Якоб Альфред Бернус (нем. Franz Jakob Alfred Bernus) (Франкфурт)                |
| 24  |         | Рудольф I Габсбург                  | Август Густав Ласинский           | Фридрих Шлоссер (нем. Friedrich Schlosser) (Франкфурт)                                                                           |
| 25  |         | Адольф фон Нассау                   | Генрих Мюкке                      | Герцог Нассауский Вильгельм I |
| 26  |         | Альбрехт I                          | Эдуард фон Штейнле                | Князь Клеменс фон Меттерних |
| 27  |         | Генрих VII Люксембургский           | Филипп Фейт                       | Король Нидерландов Виллем I |
| 28  |         | Людовик IV Баварский                | Карл Балленбергер                 | Король Баварии Людвиг I |
| 29  |         | Фридрих Красивый                    | Фердинанд Феллнер                 | Общество патриотических горожан Франкфурта                                                                                       |
| 30  |         | Гюнтер фон Шварцбург                | Карл Балленбергер                 | Мориц фон Бетхман |
| 31  |         | Карл IV Богемский                   | Иоганн Франц Брентано             | Франкфуртское общество вечернего кружка (нем. Gesellschaft des Abendzirkels zu Frankfurt)                                        |
| 32  |         | Венцель                             | Вильгельм Гензель                 | Э. Суше (нем. E. Souchay), Й. Г. Нойбург (нем. J. G. Neuburg) и Филипп Пассаван (нем. Philipp Passavant)                         |
| 33  |         | Рупрехт Пфальцский                  | Карл Балленбергер                 | Общество патриотических баварцев (нем. Verein patriotischer Bayern)                                                              |
| 34  |         | Сигизмунд Бранденбургский           | Филипп фон Фольц                  | Франкфуртское общество искусств                                                                                                  |
| 35  |         | Альбрехт II                         | Йозеф Биндер (нем. Joseph Binder) | Граф Йоахим Эдуард фон Мюнх-Беллингхаузен (нем. Joachim Eduard von Münch-Bellinghausen)                                          |
| 36  |         | Фридрих III                         | Юлиус Гюбнер                      | Юлиус Гюбнер |
| 37  |         | Максимилиан I                       | Альфред Ретель                    | Людвиг Гонтард (нем. Ludwig Gontard) и Якоб Фридрих Гонтард-Вихельхаузен (нем. Jakob Friedrich Gontard-Wichelhausen) (Франкфурт) |
| 38  |         | Карл V Испанский                    | Альфред Ретель                    | Штеделевский художественный институт                                                                                             |
| 39  |         | Фердинанд I                         | Иоганн Непомук Эндер              | Император Австрии Фердинанд I |
| 40  |         | Максимилиан II                      | Альфред Ретель                    | Банкирский дом Метцлер |
| 41  |         | Рудольф II                          | Карл Хемерляйн                    | Общество патриотических горожан Майнца (нем. Verein patriotischer Mainzer Bürger)                                                |
| 42  |         | Маттиас                             | Йозеф Данхаузер                   | Император Австрии Фердинанд I |
| 43  |         | Фердинанд II                        | Иоганн Петер Крафт                | Император Австрии Фердинанд I |
| 44  |         | Фердинанд III                       | Эдуард фон Штейнле                | Вольный город Бремен |
| 45  |         | Леопольд I                          | Леопольд Купельвизер              | Эрцгерцог Франц Карл Австрийский                                                                                                 |
| 46  |         | Иосиф I                             | Леопольд Купельвизер              | Эрцгерцог Людвиг Австрийский |
| 47  |         | Карл VI                             | Фердинанд Георг Вальдмюллер       | Император Австрии Фердинанд I |
| 48  |         | Карл VII Виттельсбах                | Макс Хайлер (нем. Max Hailer)     | Общество патриотических баварцев                                                                                                 |
| 49  |         | Франц I Лотарингский                | Натале Скьявони                   | Император Австрии Фердинанд I |
| 50  |         | Иосиф II                            | Мориц Даниэль Оппенгейм           | Масонская ложа «Sokrates zur Standhaftigkeit» (Франкфурт)                                                                        |
| 51  |         | Леопольд II                         | Леопольд Купельвизер              | Эрцгерцог Карл Тешенский |
| 52  |         | Франц II                            | Леопольд Купельвизер              | Император Австрии Фердинанд I |

### Прочие версии
- Генрих IV : Первая версия (хранится в Историческом музее Франкфурта, автор Отто Менгельберг[нем.]), изображавшая правителя сломленным папой римским, была отклонена организационным комитетом. Вторая версия (автор Эдуард Ихле), созданная в 1845 году, представляет могущественного монарха, левая нога которого попирает щит с именами побежденных антикоролей.
- Людовик IV Баварский : Первая версия (хранится в частной коллекции, автор Карл Балленбергер) была отвергнута заказчиком, тезкой и потомком Людовика, так как его предок изображался как королевский рыцарь, а не как властитель. Прообразом послужил барельеф из песчаника на фасаде здания «Am Brand» в Майнце (ок. 1332 года), ныне хранящийся Майнцском государственном музее.
- Венцель : Работа была одобрена с третьей попытки из-за представления государя в виде охотника.
- Максимилиан I : Первой версией (хранится в Историческом музее Франкфурта, автор Иоганн Франц Брентано) заказчики остались недовольны. После смерти Брентано в 1841 году вторая версия была заказана Альфреду Ретелю, уже рисовавшему Максимилиана в ранних работах.
- Рудольф II : Первая версия хранится в Историческом музее Франкфурта, автор Карл Хемерляйн.
- Иосиф II : Первая версия (хранится в Историческом музее Франкфурта, автор Мориц Даниэль Оппенгейм) не была принята заказчиком или организационным комитетом из-за придворных одеяний на императоре. На второй версии Иосиф одет в гражданский костюм.